# Verbier
Verbier – szwajcarska miejscowość w kantonie Valais, w dystrykcie Entremont, w dolinie Val de Bagnes, u podnóża masywu Pleureur. Jest jednym z największych ośrodków narciarskich w Szwajcarii. Według ostatniego spisu ludności w mieście mieszkało 2767 osób.
Verbier jest znanym ośrodkiem narciarstwa alpejskiego. Organizowano tu zawody Pucharu Świata w narciarstwie alpejskim oraz Mistrzostwa Świata juniorów w narciarstwie alpejskim w 2001 r. Ponadto Verbier było jednym z etapów wyścigu kolarskiego Tour de Suisse w 2005 r., a w 2009 r. przez Verbier przebiegał jeden z etapów Tour de France.
W Verbier corocznie odbywa się jeden z największych europejskich festiwali muzyki klasycznej - Verbier Festival.

## Galeria

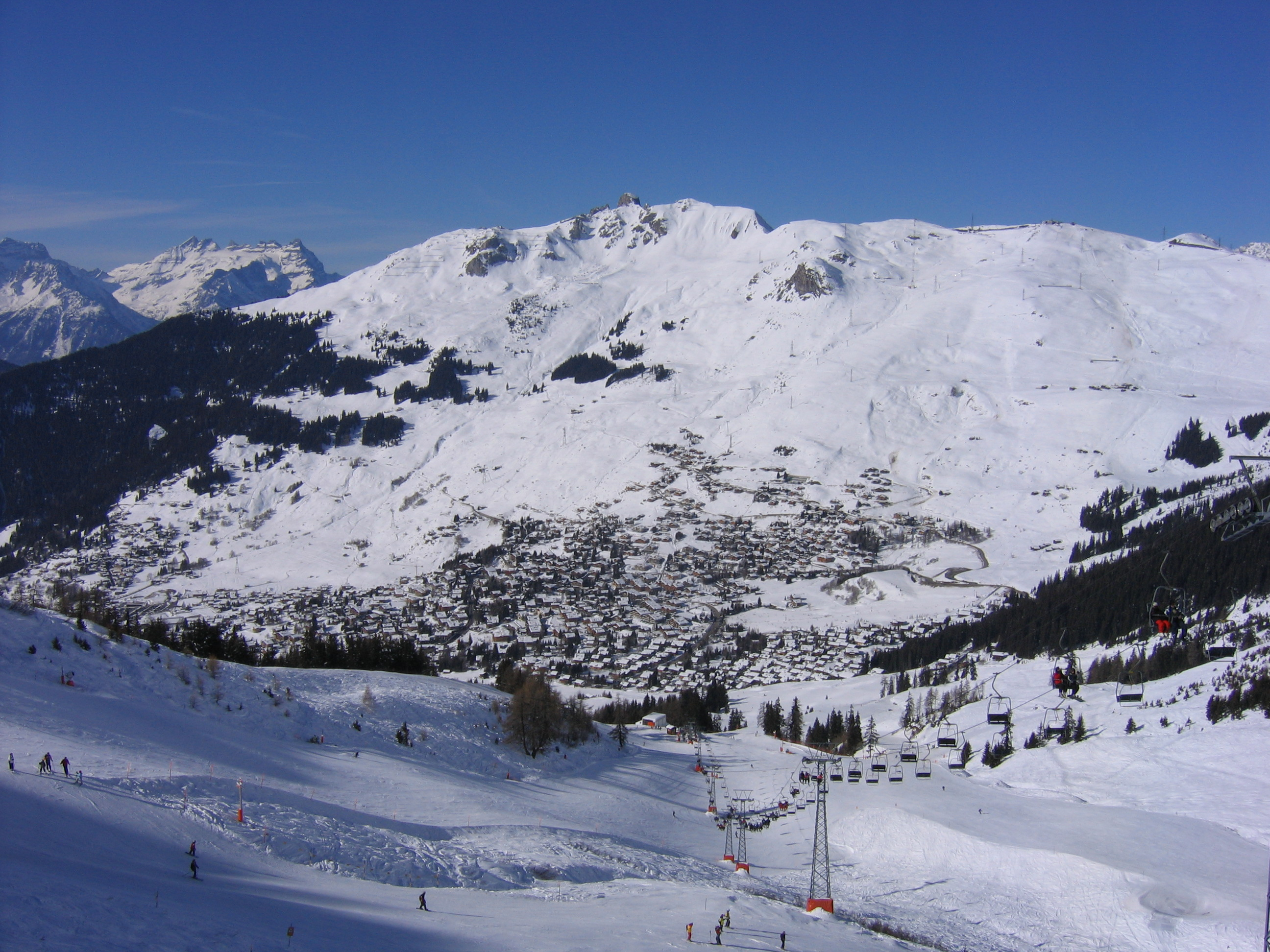
Verbier
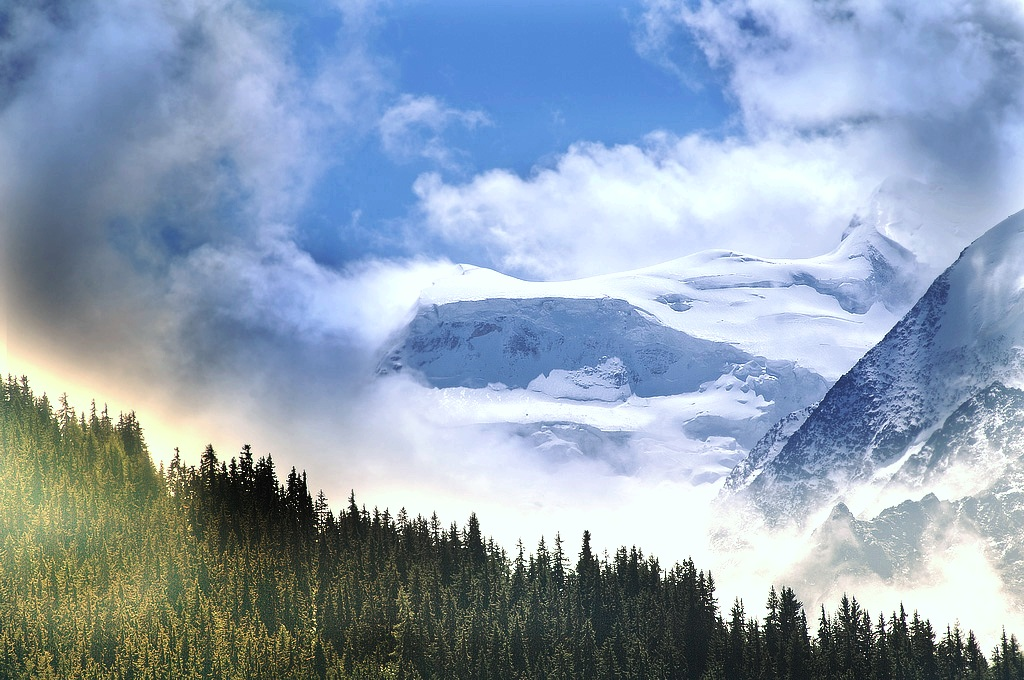
Widok na masyw Grand Combin z Verbier
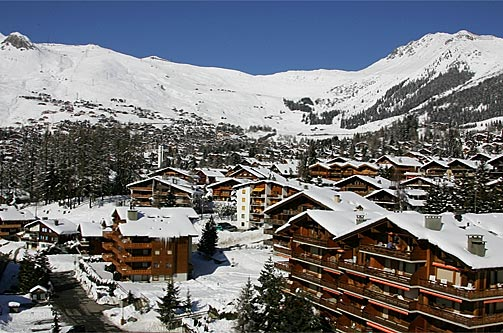
Verbier